# Tomoyoshi Ono
Tomoyoshi Ono (født 12. august 1979) er en tidligere japansk fodboldspiller.
Han har spillet for flere forskellige klubber i sin karriere, herunder Shonan Bellmare og Yokohama FC.